# Justyna Steczkowska
Justyna Maria Steczkowska (Rzeszów, 2 de agosto de 1972) é uma cantora, compositora e atriz polaca. Representou a Polónia no Festival Eurovisão da Canção de 1995 com a canção «Sama», terminando em 18.º lugar. Participou também nas selecções internas polacas para o Festival Eurovisão da Canção de 2024 com a canção «WITCH Tarohoro», tendo perdido por um ponto para Luna. Representou novamente a Polónia no Festival Eurovisão da Canção de 2025 com a música «Gaja»

## Biografia
Oriunda de uma família de músicos e tocou violino numa banda familiar antes de se tornar numa cantora solo.  Ela tem uma expressão vocal de 4 oitavas. Justyna tornou-se famosa quando venceu o festival Szansa na sukces na Polónia com a canção "Buenos Aires". Mais tarde, ela representaria a Polónia no Festival Eurovisão da Canção 1995 com o tema  "Sama", ("Sozinha") que se classificou em 18.º lugar. Depois de vários Cds com canções da sua autoria, ela lançou Alkimja, uma compilação de canções judaicas com letras em língua polaca. Ela recebeu vários prémios/premiações incluindo um Fryderyk para A Melhor Canção do Ano": Ela entrou em dois filmes : Billboard and Na koniec świata (To the End of the World). A cantora participou na edição polaca de Dancing with the Stars (sexta edição), onde terminou em segundo lugar e apresentou o concurso Dancing on Ice uma espécie de "Dança no Gelo". Justyna vendeu mais de 600.000 cópias dos CDs. Foi treinadora na versão polaca do programa The Voice nas temporadas 2, 4-5 e 12-14, e dois dos seus concorrentes venceram a competição. Em 2024, ficou em segundo lugar na seleção nacional da Polónia para o Festival Eurovisão da Canção de 2024 com a canção "Witch-er Tarohoro". No ano seguinte, passou à final nacional da pré-seleção nacional da Polónia para o Festival Eurovisão da Canção de 2025 com a canção Gaja. A 14 de fevereiro de 2025, sagrou-se vencedora do festival que seleciona o representante polaco para a Eurovisão desse ano.

## Discografia
- 1996 - Dziewczyna Szamana
- 1997 - Naga
- 2000 - Dzień i Noc
- 2001 - Mów do mnie jeszcze (com Paweł Deląg)
- 2002 - Alkimja
- 2004 - Femme Fatale
- 2007 - Daj mi chwilę
- 2008 - Puchowe kołysanki
- 2009 - To mój czas
- 2011 - Mezalianse (com Maciej Maleńczuk)
- 2012 - XV
- 2013 - Puchowe kołysanki 2
- 2014 - Anima
- 2015 - I na co mi to było? (com Boban Marković)
- 2019 - Maria Magdalena. All is One
- 2023 - WITCH-ER Tarohoro
- 2024 - Gaja